# José de Calasanz
José de Calasanz Gastón Sch. P. (Peralta de la Sal, 11 de septiembre de  1557-Roma, 25 de agosto de 1648) fue un sacerdote católico, pedagogo y santo español, fundador de la primera escuela cristiana popular de Europa. En una época en que la educación tenía por destinatarios casi exclusivos a los miembros de las familias adineradas, José de Calasanz fue un pionero de la educación colectiva al alcance de todos.
El 13 de agosto de 1948 José de Calasanz fue declarado patrono universal de las escuelas cristianas en el mundo por el papa Pío XII. La Iglesia católica lo considera el santo patrón de los educadores y maestros, junto con Juan Bautista de la Salle. El 27 de noviembre se celebra en España el día de los maestros en su honor. En efecto, el 27 de noviembre de 1597, este sacerdote aragonés tuvo la idea de abrir una escuela para niños pobres en Roma: la asistencia era voluntaria, pero en 1618 ya atendía a unos 1500 niños romanos, por lo que se lo considera el fundador de la escuela pública gratuita moderna en Europa.

## Biografía
José de Calasanz nació en Peralta de la Sal (un pequeño pueblo situado en la comarca de La Litera en el Reino de Aragón, actual provincia de Huesca), en el año 1557. José era hijo de Pedro de Calasanz (alcalde del pueblo) y de María Gastón (maestra). Fue el último de ocho hermanos. Con once años, José dejó su pueblo y marchó a estudiar a Estadilla, distante unos 20 km de su pueblo natal. Realizó sus estudios humanísticos en el colegio de los padres Trinitarios, una escuela de latín. José era un joven estudioso, responsable, generoso y con una gran simpatía personal, que le permitía tener muchos amigos entre sus compañeros de estudios.
Cuando cumplió los catorce años, José de Calasanz manifestó la decisión de hacerse sacerdote. Su entrega, su generosidad, su anhelo por ayudar a los demás, iban unidos a una fuerte y vivencial fe en Dios, aumentada por el ejemplo y la educación recibida por parte de su familia. Cursó filosofía y derecho canónico en la Universidad de Lérida (1571-1576) y teología en la Universidad de Valencia (1578-1579) y en la de Alcalá de Henares.
En un primer momento no contó con la aprobación paterna, ya que habiendo muerto su hermano mayor, su padre pensaba que José debería encargarse de la administración de las propiedades de la familia.
Fue ordenado sacerdote en 1583, a los 26 años. Aconsejado por el obispo de Urgel, Andrés Capilla, Calasanz viajó a Roma en 1591, donde trabajó como preceptor de la familia Colonna. Antes de cumplir los 6 años de su estancia en Roma, el río Tíber se desbordó provocando la más catastrófica inundación del siglo. Como resultado de ella hubo más de dos mil muertos, y centenares de familias quedaron sin techo ni alimentos. Calasanz, con gran integridad, trabajó infatigablemente en la operación de ayuda a los afectados.

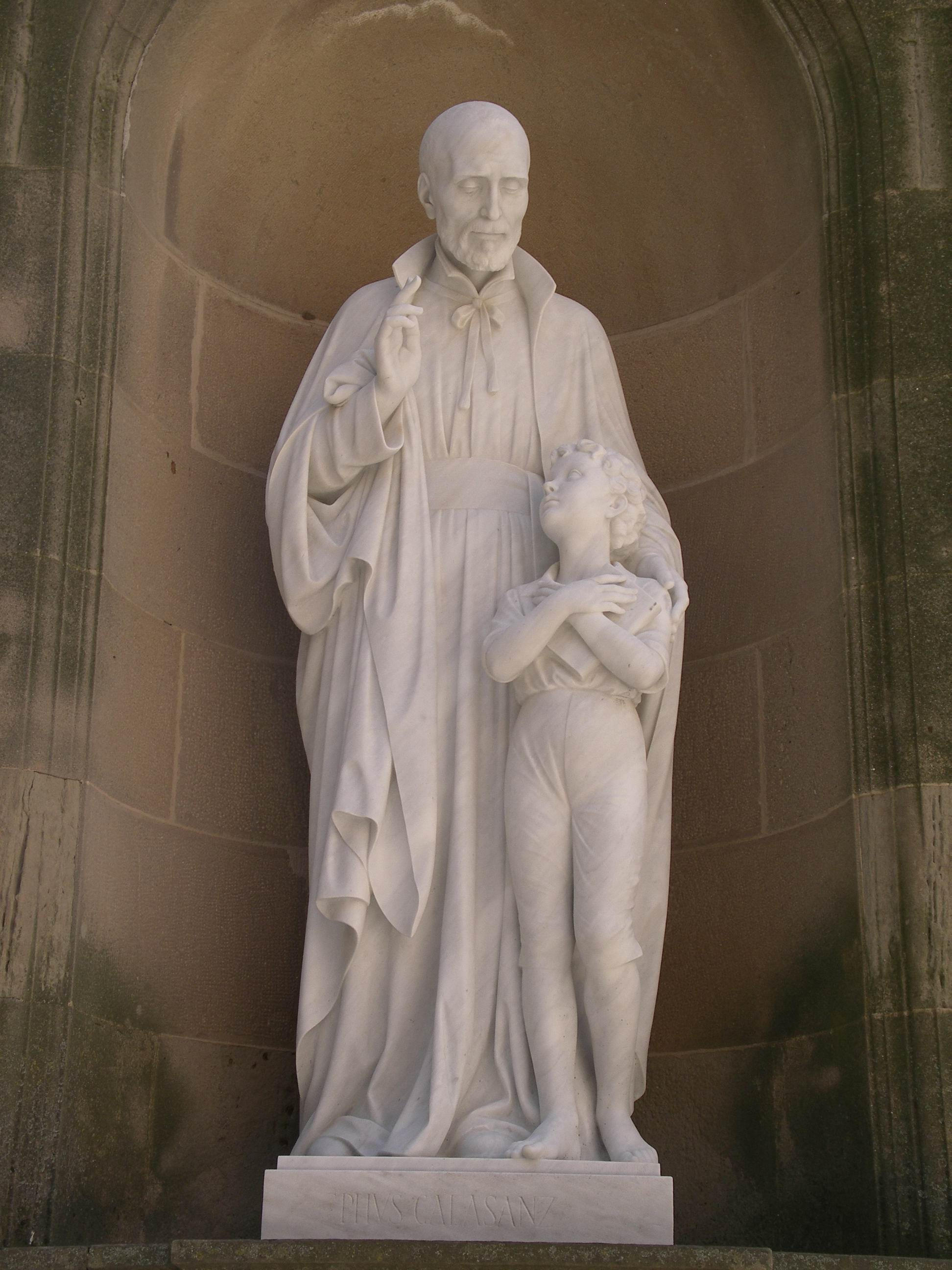
Escultura de José de Calasanz en el Monasterio de Montserrat, España.

Se integró en una cofradía (grupo de personas que se dedicaban a ayudar a los enfermos) y comenzó a recorrer los barrios afectados. Le impactó ver tantos niños sin escuela por falta de medios económicos y comenzó a idear la creación de una escuela gratuita abierta a todos los niños, especialmente a los más necesitados. Propuso su idea a las autoridades eclesiásticas y a gente cristiana rica. Sin embargo, todos la rechazaron. 
Calasanz no se desanimó y decidió lanzarse solo a la aventura. Pidió una vieja sacristía en una parroquia de un barrio humilde de Roma, y así, en la parroquia de Santa Dorotea, comenzó en 1597 la primera escuela gratuita de Europa, con un nombre muy conocido posteriormente: «Escuelas Pías».
Los alumnos, pocos en un principio, no contaban con recursos para comprar el material escolar. Calasanz utilizó para esto el poco dinero que recibió de su trabajo con el cardenal Colonna. Con la ayuda de otros profesores jóvenes a los que contagió su entusiasmo, Calasanz dedicó desde aquel momento toda su vida a una misma idea: abrir las puertas de las escuelas a todos. La idea novedosa que introdujo José de Calasanz es la de enseñar a las clases populares en aulas con numerosos alumnos, ya que hasta ese momento la enseñanza se limitaba a las clases impartidas individualmente o a pequeños grupos por un preceptor. Más tarde, la idea sería seguida por otros fundadores, y finalmente por los estados, que asumieron como propia esa responsabilidad.
Murió a los 90 años, a las 5:30 (cinco horas con treinta minutos) del día 25 de agosto de 1648 en Roma. Sus restos reposan en la Iglesia de San Pantaleón (Roma).

## Relación con Galileo y Campanella
En una época en que los estudios humanísticos dominaban la cultura de la época, Calasanz percibió la importancia de las matemáticas y la ciencia para el futuro y dio instrucciones frecuentes para que las matemáticas y la ciencia se enseñaran en sus escuelas y para que sus maestros tuvieran una base más firme en esas materias. Calasanz era amigo de Galileo Galilei y envió a algunos distinguidos escolapios como discípulos del gran científico. Compartió y defendió su controvertida visión del cosmos.
Cuando Galileo cayó en desgracia, Calasanz instruyó a los miembros de su congregación para que le proporcionaran cualquier ayuda que necesitara y autorizó a los escolapios a continuar estudiando las matemáticas y la ciencia con él. Desafortunadamente, los que se oponían a Calasanz y a su trabajo usaron el apoyo y la asistencia de los escolapios a Galileo como una excusa para atacarlos. A pesar de estos ataques, Calasanz continuó apoyando a Galileo. Cuando, en 1637, Galileo perdió la vista, Calasanz ordenó al escolapio Clemente Settimi que fuera su secretario.
Calasanz aportó la misma comprensión y simpatía que había mostrado a Galileo a su amistad con el gran filósofo Tommaso Campanella (1558-1639), una de las mentes más profundas y fértiles de su tiempo, que produjo famosas obras filosóficas. Aunque también fue muy controvertido, Campanella mantuvo una fuerte y fructífera amistad con Calasanz.
El filósofo cuyas visiones utópicas proponían reformas sociales en las que la educación de las masas desempeñaba un papel importante debió ser un espíritu afín para Calasanz, que ya estaba poniendo en práctica tales ideas utópicas. Calasanz, con su coraje y su mente abierta, invitó al controvertido pensador a Frascati para ayudar a enseñar filosofía a sus maestros. Así, Campanella, que se había unido al apoyo de Galileo, también vino a la defensa de Calasanz con su Liber Apologeticus.

## Obra

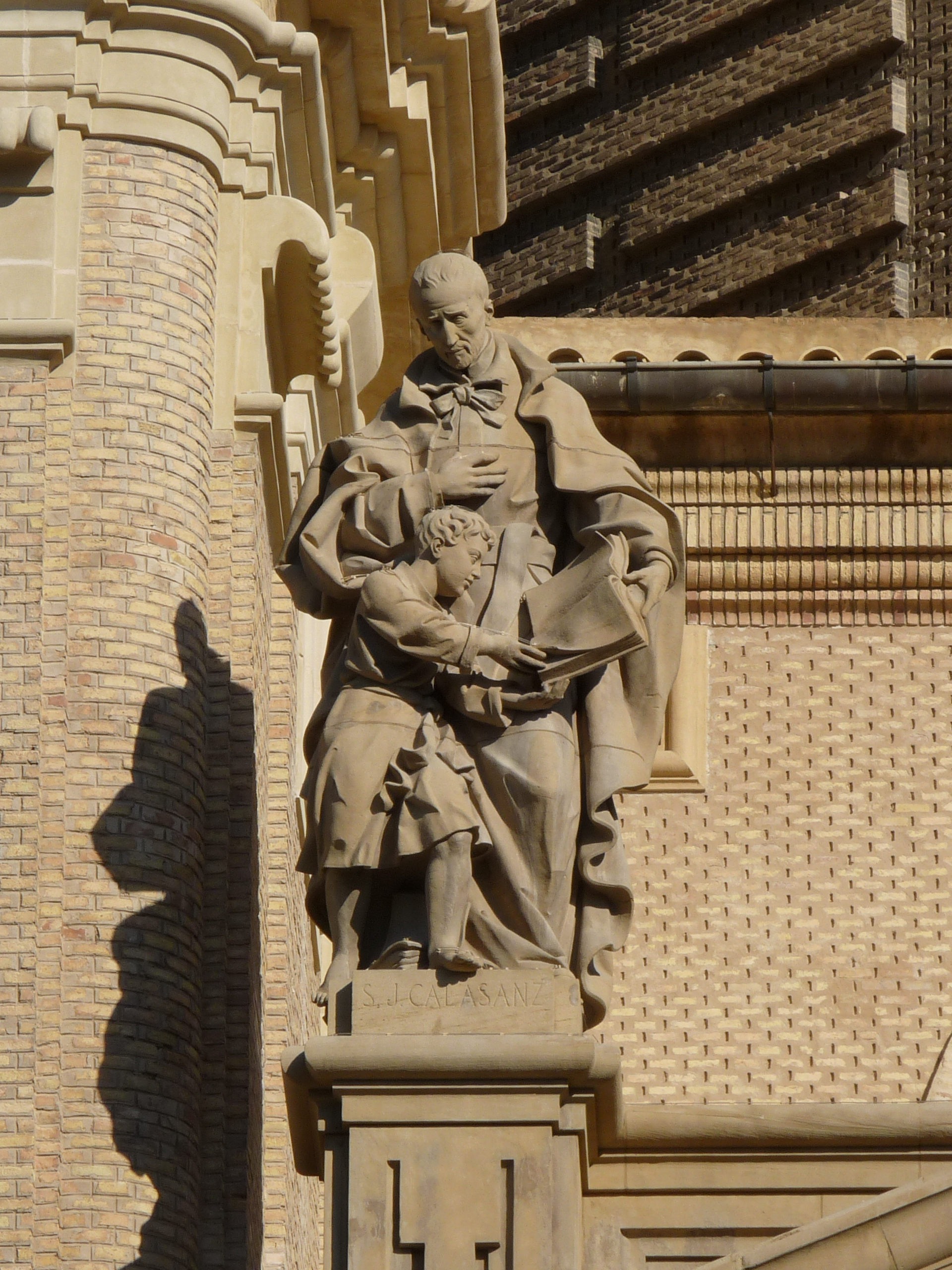
San José de Calasanz, Fachada de la basílica del Pilar de Zaragoza

San José de Calasanz es uno de los precursores de la pedagogía moderna, aunque no compuso una obra estrictamente monográfica sobre ese tema, sino que esparció su teoría sobre la educación en diversas cartas, reglamentos y escritos de carácter práctico. Creó, organizó y sistematizó la enseñanza escolar graduada por niveles y ciclos en la enseñanza primaria y una cierta formación profesional. Aunque a veces había una clase de párvulos, en general la escolarización se iniciaba a partir de los seis años de edad, y se pasaba sucesivamente por nueve clases graduadas en orden decreciente. En la novena clase, los niños iniciaban la lectura con métodos silábicos y grandes cartelones que permitían una enseñanza colectiva. En la octava clase se enseñaba a leer de corrido. Los alumnos hacían lecturas individuales con el maestro y se corregían entre ellos. Las clases duraban dos horas y media por la mañana y otras tantas por la tarde. Cada cuatro meses se hacía un examen general en todas las escuelas. Si la evaluación era positiva, el alumno era admitido en la clase superior. Los maestros debían llevar tres libros de registro: el de matrícula, el de asistencia y el de calificaciones. Debían preparar previamente sus clases y estar en sus puestos antes de la llegada de los alumnos. Terminadas las clases, los maestros acompañaban a sus alumnos hasta sus casas. Los alumnos aprendían a leer indistintamente en latín y en lengua vernácula. Calasanz mantuvo el latín, pero fue un gran defensor de la lengua vernácula, y en ella estaban escritos los libros escolares, incluso los destinados a la enseñanza del latín. En este aspecto, era más avanzado que otros autores de la época, entre ellos Comenio, que pasaba por ser el gran defensor de la lengua nacional, pero que escribió sus libros en latín. En la clase sexta, los alumnos tenían ya un buen dominio de la lectura, de manera que al llegar a la clase quinta eran repartidos en dos secciones: una primera sección de matemáticas, destinada a los alumnos que querían aprender un oficio, y una segunda de gramática para aquellos que querían proseguir estudios de letras. Los alumnos de ambas secciones seguían en común clases de escritura, en las que se hacía especialmente hincapié en la caligrafía.
Actualmente, las llamadas Escuelas Pías, fundadas por Calasanz, se encuentran en Bolivia. Los escolapios tienen colegios en África, localizados en Camerún, Costa de Marfil, Guinea Ecuatorial, Gabón y Senegal. En América: Costa Rica, Nicaragua, México, Puerto Rico, República Dominicana, Cuba, Estados Unidos, Argentina, Bolivia, Brasil, Chile, Colombia, Ecuador, Venezuela y Perú. En Asia tienen colegios en Filipinas, Japón e India, y en Europa: Austria, Eslovaquia, España, Francia, Hungría, Italia, Polonia y República Checa. 
Varias Congregaciones religiosas siguen actualmente su carisma, entre ellas las Escolapias, fundadas por Paula Montal, las Calasancias, Hermanas de las Escuelas Cristianas de Vorselaar, Instituto Cavanis, Instituto Provolo, Padres de Timón David, Kalazantiner, Congregación de las Hijas Pobres de San José de Calasanz, esta última fundada Celestina Donati, beatificada el 30 de marzo de 2008 por Benedicto XVI

## Obra literaria

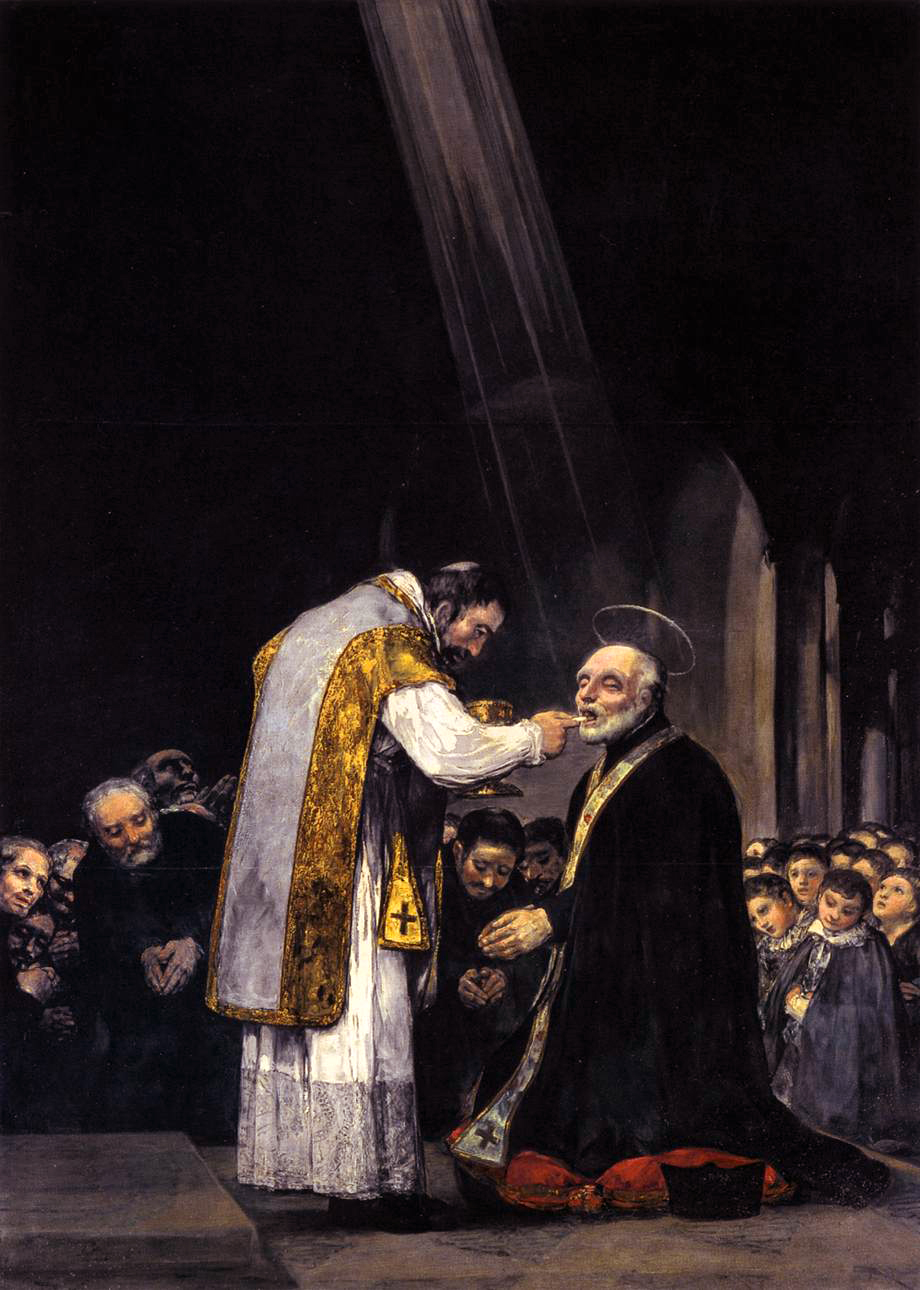
La última comunión de San José de Calasanz, de Francisco de Goya. 1814. (Museo de la Residencia Calasanz, Madrid).

- Documentum princeps de la pedagogía calasancia (1610)
- Sesenta sentencias espirituales (1617-18)
- Memorial al cardenal Tonti (1621)
- Constituciones de las Escuelas Pías (1622)
- Corona de las Doce Estrellas (1623)
- Constituciones del colegio Nazareno (1630)
- Narración y progreso de las Escuelas Pías del año 1600 al de 1634
- Declaraciones a las Constituciones (1637)
- Epistolario (9 vols., editados en Roma, 1950-56)

### Obras menores
- Instrucciones para los maestros
- Prerrogativa de la Ciudad de Zaragoza
- Cualidades del buen religioso
- Algunos misterios de la Vida y Pasión de Cristo Señor Nuestro. (pequeño catecismo)
- Escribió también una larga serie de escritos menores: libros de cuentas, profesiones, memoriales, patentes, Tres piadosos ejercicios

## Familia calasancia
- Orden de los Clérigos Regulares pobres de la Madre de Dios de las Escuelas Pías (Escolapios)
- Instituto de Hijas de María religiosas de las Escuelas Pías (Escolapias)
- Instituto Calasancio Hijas de la Divina Pastora (Calasancias)
- Congregación para los trabajadores cristianos de San José de Calasanz
- Hijas Pobres de San José de Calasanz
- Compañía de María para la Educación de los Sordomudos
- Hermanas de la Compañía de María
- Congregación de los religiosos del Sagrado Corazón de Jesús
- Congregación de los sacerdotes seculares de las escuelas de Caridad
- Hermanas de las Escuelas Cristianas de San José de Calasanz
- Hermanas del Sagrado Corazón de Jesús
- Asociación sacerdotal Escuelas Pías (extinta)
- Misioneras de Jesús, María y José
- Hermanas de San José de Calasanz
- Hermanas terciarias de San José de Calasanz (extinta)
- Congregación de religiosos hermanos indígenas (extinta)
- Oblatos de San Carlos Borromeo (extinta)